# Голдун Микола Павлович
Микола Павлович Голдун (нар.1942) — радянський футболіст, який виступав на позиції захисника. Відомий за виступами в командах вищої ліги СРСР «Чорноморець» і СКА з Одеси.

## Кар'єра футболіста
Микола Голдун розпочав виступи на футбольних полях у 1959 році в Херсоні в аматорській команді, в 1962 році розпочав грати в команді класу «Б» «Маяк» з Херсона. У 1963 році призваний до армії, військову службу проходив спочатку в аматорській команді одеського СКА, пізніше грав у команді майстрів клубу, зіграв у тому числі 6 матчів у найвищому радянському дивізіоні. У 1966 повернувся до херсонської команди, яку на той час перейменували в «Локомотив». У 1967 році спочатку грав у складі команди найвищого радянського дивізіону «Чорноморець», в якій провів 3 матчі, а в другій половині сезону грав у складі команди другої групи класу «А» «Таврія» з Сімферополя. У 1969 році футболіст грав у складі команд класу «Б» «Трубник» з Нікополя та «Енергія» з Нової Каховки, після чого завершив виступи на футбольних полях.